# ارتو بریگر
ارتو بریگر (انگلیسی: Arto Bryggare؛ زادهٔ ۲۶ مهٔ ۱۹۵۸) سیاستمدار، و ورزشکار دو و میدانی اهل فنلاند است.